# Alessio Castro-Montes
Alessio Castro-Montes (sinh 17 tháng 5 năm 1997) là một cầu thủ bóng đá Bỉ thi đấu cho Eupen.